# Sergei Wladimirowitsch Poljanski
Sergei Wladimirowitsch Poljanski (russisch Сергей Владимирович Полянский, engl. Transkription Sergey Polyanskiy; * 29. Oktober 1989) ist ein russischer Weitspringer.
Bei den Halleneuropameisterschaften 2011 in Paris und bei den Weltmeisterschaften 2013 in Moskau schied er in der Qualifikation aus.
2015 wurde er bei den Weltmeisterschaften in Peking Achter.

## Persönliche Bestleistungen
- Weitsprung: 8,20 m, 9. Juli 2015, Jerino
  - Halle: 7,96 m, 19. Februar 2015, Moskau